# Trogoxestis crenularia
Trogoxestis crenularia är en fjärilsart som beskrevs av George Thomas Bethune-Baker 1911. Trogoxestis crenularia ingår i släktet Trogoxestis och familjen trågspinnare. Inga underarter finns listade i Catalogue of Life.